# Rainer Wirz

Siegerfoto von Paris 1980

Rainer Maria Bruno Wirz (* 2. Februar 1957 in Koblenz) ist ein ehemaliger deutscher Herrenflorett-Fechter.

## Karriere
Wirz nahm an internationalen Fechtturnieren in folgenden Städten teil:  Amsterdam, Rotterdam, Paris, Bordeaux, Southampton, Moskau, Kiew, Neapel, Peking, Mexico.
1980 erreichte er den siebten Platz der Weltrangliste (Fleuret Hommes, Classement de la Coupe du Monde). Wirz gewann 1980 in Paris vor 3000 Zuschauern eines der schwersten Weltcup-Fechtturniere der Welt vor Angelo Scuri aus Italien und dem Franzosen Didier Flament.
Er qualifizierte sich für die Olympischen Sommerspiele 1980 in Moskau in der Sportart Fechten sowohl im Einzel- als auch im Mannschaftswettbewerb. Aufgrund des Boykotts der Olympischen Spiele durch die Bundesrepublik Deutschland wegen der Besetzung Afghanistans durch Truppen der Sowjetunion konnte er nicht teilnehmen.

Silbernes Lorbeerblatt mit Urkunde des Fechters Rainer Maria Bruno Wirz

Wirz wurde die höchste sportliche Auszeichnung in Deutschland – das Silberne Lorbeerblatt – überreicht. Es folgte eine Aufnahme auf die Ehrentafel des Königsbacher SC Koblenz und des OFC Bonn.

## Sportliche Erfolge (Auswahl)
- Landes-Schülermeister (1970, 1971, 1972, 1973)
- Landes-Juniorenmeister (1972, 1973)
- Landesmeister (1977)
- Deutscher Juniorenvizemeister (1977)
- Zweiter beim internationalen Fechtturnier in Birmingham (1977)
- Sieger des internationalen Fechtturniers Fleuret d’Or in Luxemburg (1978)
- Teilnahme an der Weltmeisterschaft in Melbourne
- Weltcup-Sieger in Paris (bedeutendstes Turnier im Herrenflorett) (1980)
- Bester Bundesdeutscher 1980 auf der Weltrangliste Platz 7
- Nominiert für die Olympiade in Moskau im Fechten-Einzel sowohl auch in der Mannschaft.